# ユリア・ノビツカ
ユリア・ノビツカ（Julia Nowicka、女性、1998年10月21日 - ）は、ポーランドの女子バレーボール選手。ポジションはセッター。ポーランド代表。

## 来歴
- クラブチーム

チェンストホヴァ出身。2014年、SMS PZPS Szczyrkへ入団しバレーボール選手としてのキャリアをスタートさせる。2017/18シーズンにBKS BOSTIK Bielsko-Białaへ移籍し正セッターとして活躍。2019/20シーズンはGrot Budowlani Łódźへ移籍。2020/21シーズンはポーランドリーグで5位、ポーランドカップで優勝した。2021/22シーズンはドイツブンデスリーガのアリアンツ MTV シュトゥットガルトと契約し、リーグ優勝を果たした。2022/23シーズンは再びBKS BOSTIK Bielsko-Białaへ入団し、ポーランドリーグで4位となった。
- 代表チーム

アンダーカテゴリーの代表として2015年のU-18世界選手権で8位、2017年のU-20世界選手権で6位となった。2018年、シニアのポーランド代表に初選出され、同年のネーションズリーグでデビュー。2019年のモントルーバレーマスターズでは優勝を果たした。2021年、欧州選手権で5位となった。2023年、ネーションズリーグで銅メダルを獲得した。

## 球歴
- ネーションズリーグ - 2018年、2019年、2021年、2023年
- 欧州選手権 - 2021年

## 所属クラブ
- BKS BOSTIK Bielsko-Biała（2017-2019年）
- Grot Budowlani Łódź（2019-2021年）
- アリアンツ MTV シュトゥットガルト（2021-2022年）
- BKS BOSTIK Bielsko-Biała（2022-）